# 八戸小唄

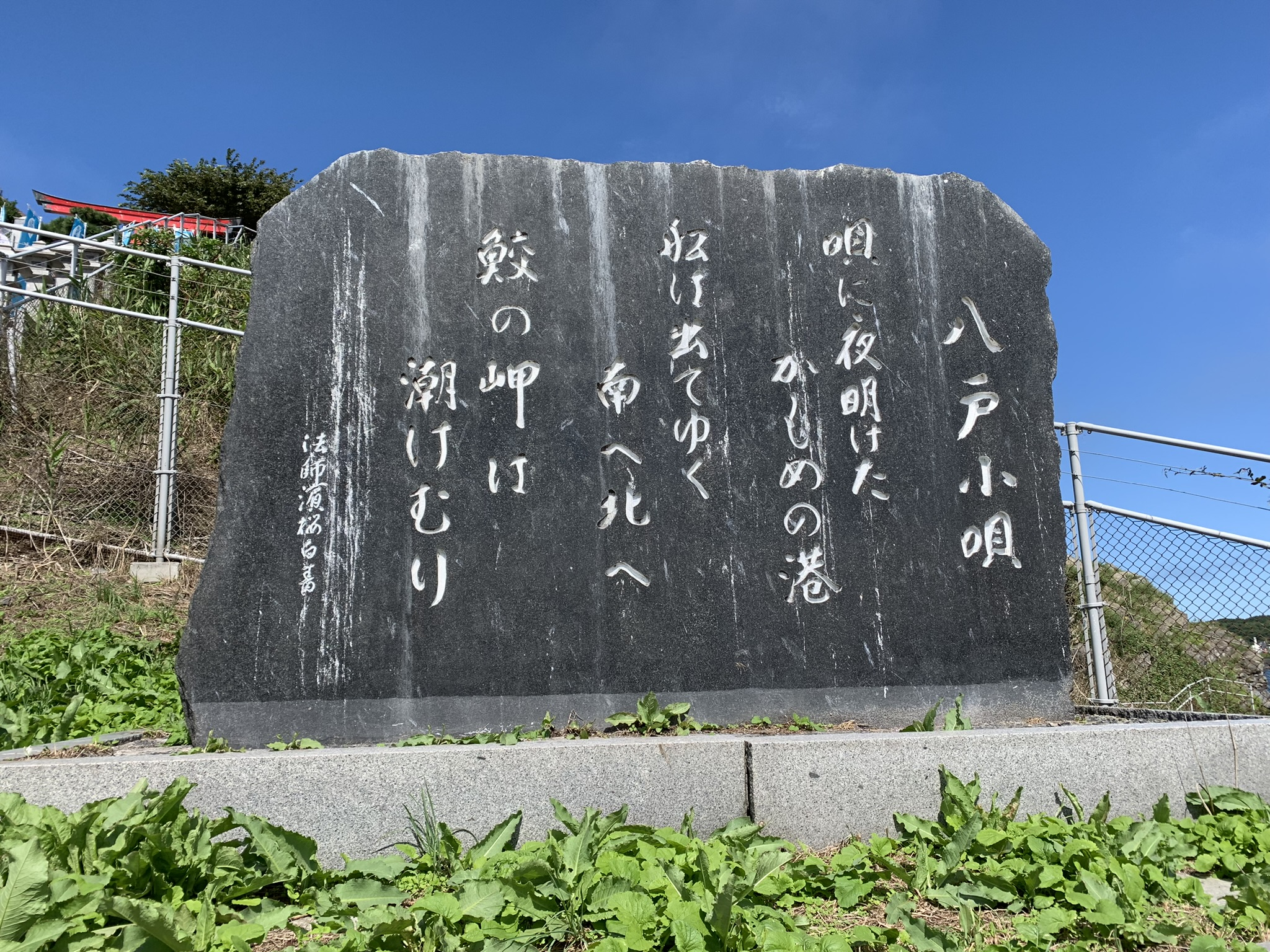
八戸小唄の碑（法師浜桜白書、蕪島の蕪嶋神社横、1973年建立）

八戸小唄（はちのへこうた）とは、青森県八戸市に伝わる新民謡。

## 概要
八戸小唄は、1931年（昭和6年）に当時市長であった神田重雄の呼びかけで作られた民謡である。
全国にPRする狙いは当たりラジオ放送やレコードを通して全国的に広まり様々なアレンジバージョン、替え歌が出来るほどの人気曲となった。南部民謡のひとつとなり、全国的に広まったとされる。
作詞 法師浜桜白。作曲 後藤桃水。歌詞には八戸の特徴ある名所や風俗を織り込み、民謡調のメロディを基として作られた。1932年にはNHK仙台放送局からラジオ放送、翌年にはレコード化され、またたく間に全国的に知られるようになった。ジャンルとしては新民謡に分類され、八戸市の宣伝になる内容が随所に含まれている。
1967年（昭和42年）に法師浜桜白が八戸市へ歌詞の著作権を譲渡した。その後現在にいたるまで、著作権は八戸市が所持している。なお、曲の著作権保護期間は2010年で既に終了し、歌詞の保護期間は2029年までとなっており、曲のみ使用の場合はJASRACへの申請等は不要となっている。

## 八戸小唄の誕生 ～その後
```
1931年
（昭和6年）
2月3日
の
東京日日新聞社
主催の座談会において、「八戸小唄のようなものを作って八戸市を紹介したい」と重雄が発言したのがきっかけであった。民謡調の曲にしたのは「今流行りの新曲は長持ちしない、古くても民謡調にしてほしい」という
神田重雄
の希望があったからだとされる
[
4
]
。
```

当時発案者であった神田重雄にとって、八戸小唄の製作は八戸の観光開発の一つとして位置付けられた。
民謡の歌い手・上野翁桃の師で仙台の民謡研究家で尺八をする後藤桃水という人がいるとの話が出て、上野に依頼し照会したところ作曲を引きうけることになった。
同年8月 - 9月に法師浜桜白が作詞の原案を作り、10月に後藤桃水が作曲し完成した。当初は原案の歌詞には八戸城下の節はなかったが、神田重雄らとの協議の後付け加えられることとなった。
作曲者の後藤桃水は踊りの振り付けの型を伝えるために吉木桃園女史を連れて八戸を訪ねる。鮫の石田家の主人・石田正太郎は、八戸小唄の制作のためなら、あらゆる協力をするということで、小中野、鮫町の両見番から芸妓の代表に数人ずつ集まってもらった。作曲といっても後藤桃水の持ってきた曲はおたまじゃくしの音譜ではなく尺八の譜であった。後藤桃水をとりまいて、芸妓達は作曲の説明を聞いた。たとえば歌詩を十分に表現するために波やかもめを心において作った。
振り付けも八戸とかもめや波を表現するように作ったという話であった。芸妓達はすぐその場で三味線の伴奏を作る。チリシャン、チリシャン曲の出だしも出来た。
唄の伝授に入ると、後藤桃水は自ら手拍子をしながら「唄によあけた……」とはじめる。みんなは節をそろえて、そのあとをつづく節の口伝であった。せっかくの八戸小唄だから名物のスケートをぜひ入れてほしいとの要望があったので、みんながけいこをしている間にその場で「こ雪さらさら……」の五節をつくった。
吉木桃園は紫紺のはかまを穿いた先生のようなかたちで踊ってみせた。踊りは何枚かの振り付けの写真を見ながら、吉木桃園を中心に踊った。みんな本職ばかりなのでその手はもっとこの方がいいとか足が引いた方がいいとか相談しながら踊った。
苦労したのは歌のことだった。歌の発声と節まわしを長唄調から歌謡調に変えるために、何度も稽古し歌と三味線、鉦（かね）太鼓などの伴奏をあわせて納得するところまで芸妓達は集まった。こうして正調の唄も踊りも八戸小唄は完成した。
記録によれば1932年6月仙台のNHKでラジオ放送、同年11月に八戸小唄完成祝賀を催し八戸市内をオンパレードして祝賀会が開かれており、その記念写真が残っている。これを見ると北村益をはじめ市内の顔役がずらりならび、それに小中野、鮫町の両見番総ざらいの顔ぶれで玄関に大国旗を交叉（こうさ）している。
まずレコードが必要であることはみんなも考えていたので、遂に3社ほどのレコード会社から吹き込みの申し込みがやってきた。この当時は市長が上京して各レコード会社と話し合いをした。
- 1933年（昭和8年）3月3日、東京の日東レコード会社で吹き込みがおこなわれた。これは会社持ちで一千枚を作ったという。八戸小唄をNHKの仙台放送局からラジオ放送したのは6月のことであった（生で唄と演奏したと思われる）。 放送もレコード伴奏録画も歌い手もはっきり決めなければならない。これに間に合うように鮫の石田家を会場にして小中野見番、鮫見番から代表たちに集まってもらい、ここで歌のテストをやった。小中野見番(丸子)、(三吉)、(粂八)、鮫見番から(かの子)、(才三)、(梅太郎)の六人の芸妓に決まった。そのうち歌い手は小中野の(粂八)に決定したという。 余談ではあるがこのメンバーで他に唄に小中野 見番(丸子)「八戸銘酒小唄、八戸酒しぐれ」などニットーレコード(日東蓄音器)より出している。[5]
- 1953年（昭和28年）の春、時の八戸市の商工観光課長の中居幸介に話して正調八戸小唄保存会をつくった。岩岡徳兵衛市長が会長で発足した この唄の踊りは座敷踊りなので屋外で流し踊りをするために新しく行進用の踊りもつくった。この唄の制作者を正しく残すこともわたくしの責務でもあろうと考えていたことでもあり、多くの友人、知人のすすめもあって28年7月、社団法人日本音楽著作権協会に作詞したいっさいの歌詞を信託契約した。その中には八戸小唄もふくまれている。[5]
- 1954年（昭和29年）とあるレコード会社で「ツルさんカメさん」という歌のレコードが作られた。この歌は曲は八戸小唄そのままで歌詞を変えたものつまり替え歌であった。そのころの八戸市長は岩岡徳兵衛であったが、「わが方の唄を無断で横どりした」というので市長は相手方のレコード会社を訴えると息巻き、全国的な騒ぎになった。レコード会社も手をあげとうとう八戸市へ謝罪するということになり、以後この歌を発表するときは事前に必ず「この歌は八戸小唄の替え歌である」ということを、ことわるという口上づきの歌になって唄騒動もケリとなった。
- 1966年（昭和41年）は八戸小唄が生まれて35周年にあたり、そこで正調八戸小唄保存会でこの唄の制作に協力した人々、また宣伝に努力した人々に功労者の表彰式の敬意を表する議が起こり、作曲者の紹介者で宣伝に努めた上野忠次郎（翁桃）＝代理＝制作協力者である若松ツル（かの子）、橋本こと（才三）、佐々木ムメ（梅太郎）、納所ふち（三吉）＝代理＝岩館ます（丸子）、音喜多サト（才ハ）、音喜多スワ（駒助）、宮崎キソ（らん子）、稲本トメ（五郎）ら10人を11月11日、八戸市の更上関に招き表彰式を行ない、会長である中村拓道市長が表彰状と記念品を贈りその功績をたたえた。※()内は芸名　その日の祝宴では来賓一同、お手のもの八戸小唄を歌い踊り心ゆくまで祝いあった。この席上で表彰された一同を代表して才三こと橋本ことは「私どもはこの日のあることをどんなに待ったことか、うれしくてなりません。これからもいっしょうけんめいに、わが唄、八戸小唄を歌いつづけます」とあいさつして感激していた。[5]
- 1971年（昭和46年）7月、中心街で「第一回八戸小唄流し踊り」が始まる。「八戸小唄」の誕生40周年を記念して始まった八戸市中心街「はちのへ七夕まつり」の前夜祭に行われる恒例の催し。市内の日本舞踊関係者、婦人会や学生などの団体、総勢約800人が八戸市中心街の十三日町チーノ前から三日町「はっち」前までを流し踊り歩く。
- 1997年（平成9年）、八戸三社大祭の神社行列の最後尾を飾る「華屋台」が復活。市内の6流派からなる日本舞踊の師範が華屋台に乗り「八戸小唄」に合わせて舞う。明治時代に花街として栄えた小中野・鮫地区の芸妓が行列に参加したことが起源とされており、その後、様々な理由により祭りに参加しない時期が長く続いたが、平成9年に入り復活を遂げた。昔は芸妓による屋台だったが、現在は芸妓が減少していることから市内の日本舞踊の師範らが踊りを披露する。
- 2011年（平成23年）1月、誕生から80年目を迎えたこの年に、初版のSP盤レコードが八戸市鮫町の元旅館石田家で見つかった。八戸小唄初版のSP盤レコードが見つかる
- 同年、八戸小唄誕生80周年記念事業で小中野と湊町、鮫町を繋ぐ湊橋で7月「第一回湊橋八戸小唄まつり」が行われた。流し踊りは湊橋の湊側のたもとから出発し橋を渡って小中野新丁夜店の中を通る。3.11東日本大震災があった年でもあり復興計画推進の一環でもあり、以後、毎年夏に行われている。
- 2022年（令和4年）5月13日、東奥日報社は例年7月に八戸市中心街で開催している主催事業「八戸小唄流し踊り」の中止を決めた。一昨年に続き3年連続で雨の影響による2001年を含め4回目。[6]新型コロナの影響

## 「八戸小唄流し踊り」まつり
1971年に八戸小唄の誕生周年を記念して始まった。港町八戸に夏祭りシーズン到来を告げる催しとして市民の間に定着。約800人の踊り手たちが白地にカモメ柄をあしらった浴衣に身を包んで市中心街を踊り歩く。八戸三社大祭の行列や盆踊りなどで八戸小唄流し踊りが披露されている

## 八戸小唄を歌った歌手
1933年昭和8年3月3日、八戸小唄を最初にレコードに吹き込んだのは鮫、小中野の芸妓達だった小中野見番岩館ます(丸子)、納所ふち(三吉)、粂八、鮫見番から若松ツル(かの子)、橋本こと(才三)、佐々木ムメ(梅太郎)の6人に決まった。そのうち歌い手は小中野の粂八に決定した。　※()内は芸名
その他歌った歌手は以下の通りである。
- 三橋美智也（民謡歌手） - 1959年
- 大西玉子（岩手県民謡歌手） - 1961年、コロムビア・レコード
- 斉藤京子 (民謡歌手) - キングレコード
- 円山京子（京都民謡歌手） - 1971年、コロムビア・レコード
- 松田とみ（八戸民謡歌手） - 1980年、キャニオンレコード
- グラシェラ・スサーナ - 2000年、アルバム『風は南から』に収録。
- 寺内タケシ＆ブルージーンズ - 1992年、アルバム『日本民謡大百科4』に収録。
- サエラ - 2007年、アルバム『あの日にかえりたい』のボーナストラックとして収録。
- NeoBallad - 2014年、アルバム『03 〜縁〜 (ゼロサン エニシ)』に収録。

## 関連商品
お菓子や弁当なども発売されている。
- 八戸小唄寿司（駅弁） - 吉田屋で販売。1961年4月に販売開始以来、主力商品となっている。